# Cultura e desporto da Sardenha

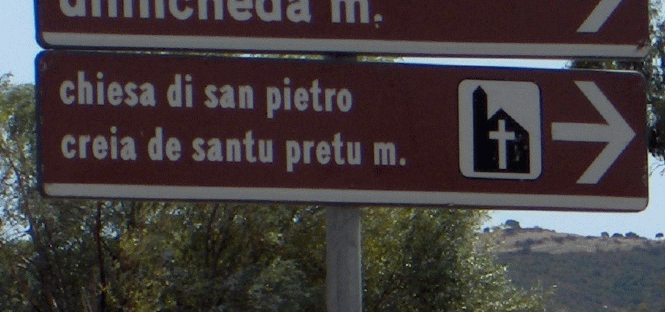
Sinais bilíngues em e

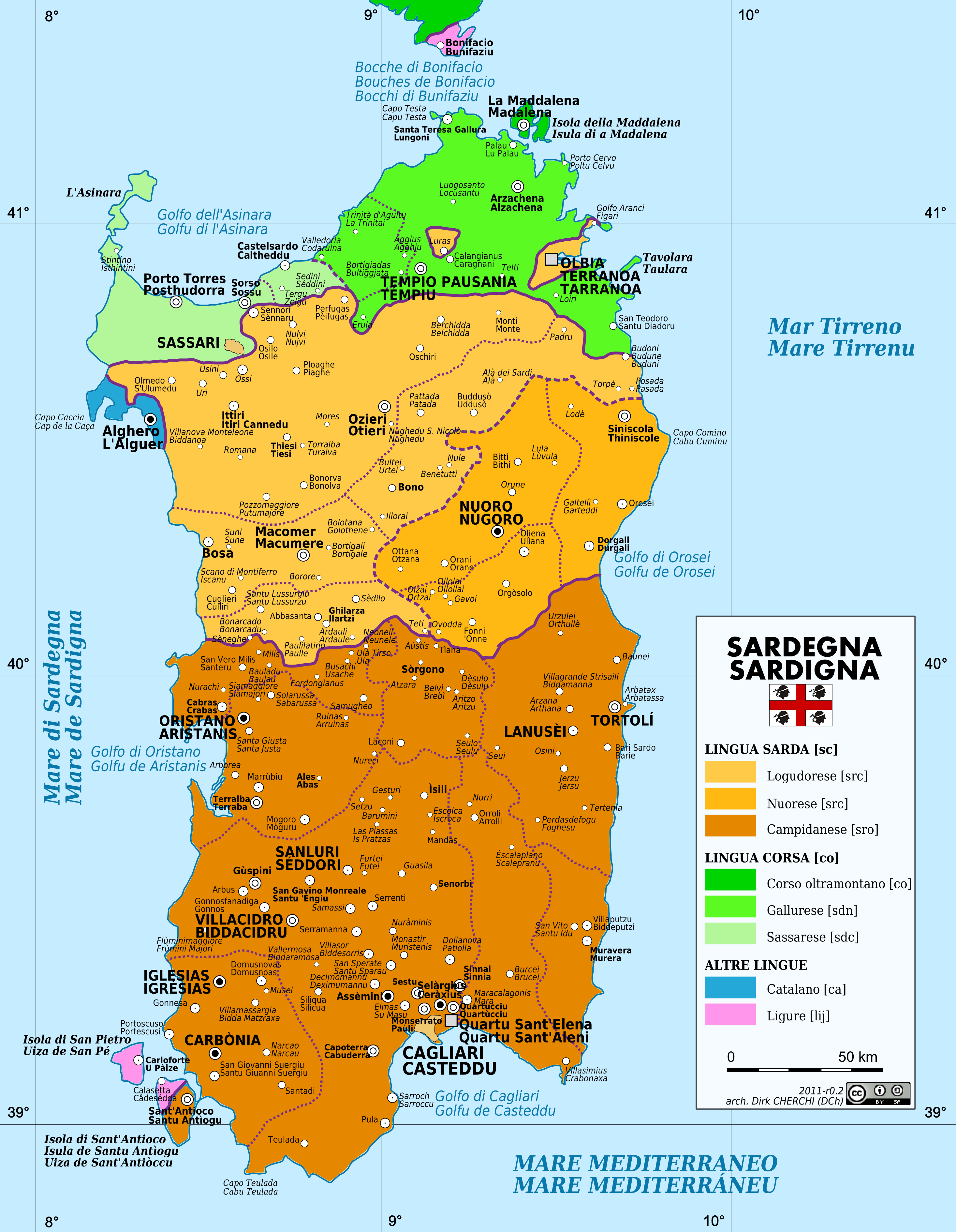
Mapa da distribuição das diferentes línguas sardas

## Cultura
O isolamento da Sardenha criou uma situação especial não apenas do ponto de vista linguístico mas também, de forma mais geral, cultural, ligada em alguns aspectos para que da Córsega.

### Línguas
As línguas mais faladas na Sardenha são o italiano e o sardo, uma língua românica claramente distinta do italiano, mais próxima do latim, com influências do fenício, do etrusco, doutras línguas do oriente próximo e inclusive do basco. Embora esteja em decréscimo de falantes, principalmente os jovens de Cálhari, para o italiano, devido a razões oficiais, ainda é muito falada. Cerca de 85% da população compreende o sardo, havendo 8 a 9% que não fala italiano, embora este número esteja em decréscimo. Praticamente todos os sardos são bilingues e usam o italiano e pelo menos outra língua. Mais de um milhão de habitantes fala ao menos uma variante do sardo.

#### Variantes da língua sarda

Mapa cronológico com o desenvolvimento das línguas do sudoeste da Europa, entre as quais o sardo (sardinian)

Embora haja diversos dialetos, há duas variantes principais de sardo, que por sua vez se dividem cada uma delas em duas subvariantes:
- O logudorense (em italiano:  logudorese), falado na região de Logudoro, no centro da ilha, é a variante menos influenciada por outras línguas, em resultado do isolamento geográfico. Apresenta dois dialetos, o comum e o logudorense do norte. *Ao logudorense associa-se o nuorense (nuorese), falado na região de Nùoro, uma variante mais arcaica.
- O campidanês (campidanese) é falado na região de Campidano e é o mais falado na ilha. No seio do campidanês, por vezes distingue-se o ogliastrino, falado nas regiões de Lanusei, na província de Ogliastra.

#### Sassarês e galurês
No norte da ilha são falados dois idiomas diferente do sardo, considerados línguas aparentadas com o corso pela UNESCO: o sassarês e o galurês. O primeiro é chamado localmente de sassaresu ou sassarese em italiano e é falado na área que vai de Sassari até Porto Torres. O galurês ou galurano é chamado localmente de gadduresu ou gallurese em italiano é falado na região de Gallura e partilha 80% do vocabulário com a subvariante da região corsa de Sartène da variante pumuntincu ou oltramontano da língua corsa. Os restantes 20% do vocabulário são comuns ao sardo.

#### Outras línguas
Estão ainda presentes outras duas línguas românicas: uma variante do catalão oriental medieval, o alguerês,  e uma variante do  genovês ou lígure, o tabarquino (tabarchino em italiano, tabarchinu em sardo), falado no sudoeste, nas ilhas de Carloforte, Calasetta e San Pietro. O alguerês é falado na região nordeste, à volta da localidade portuária de Alghero (L'Alguer em catalão).

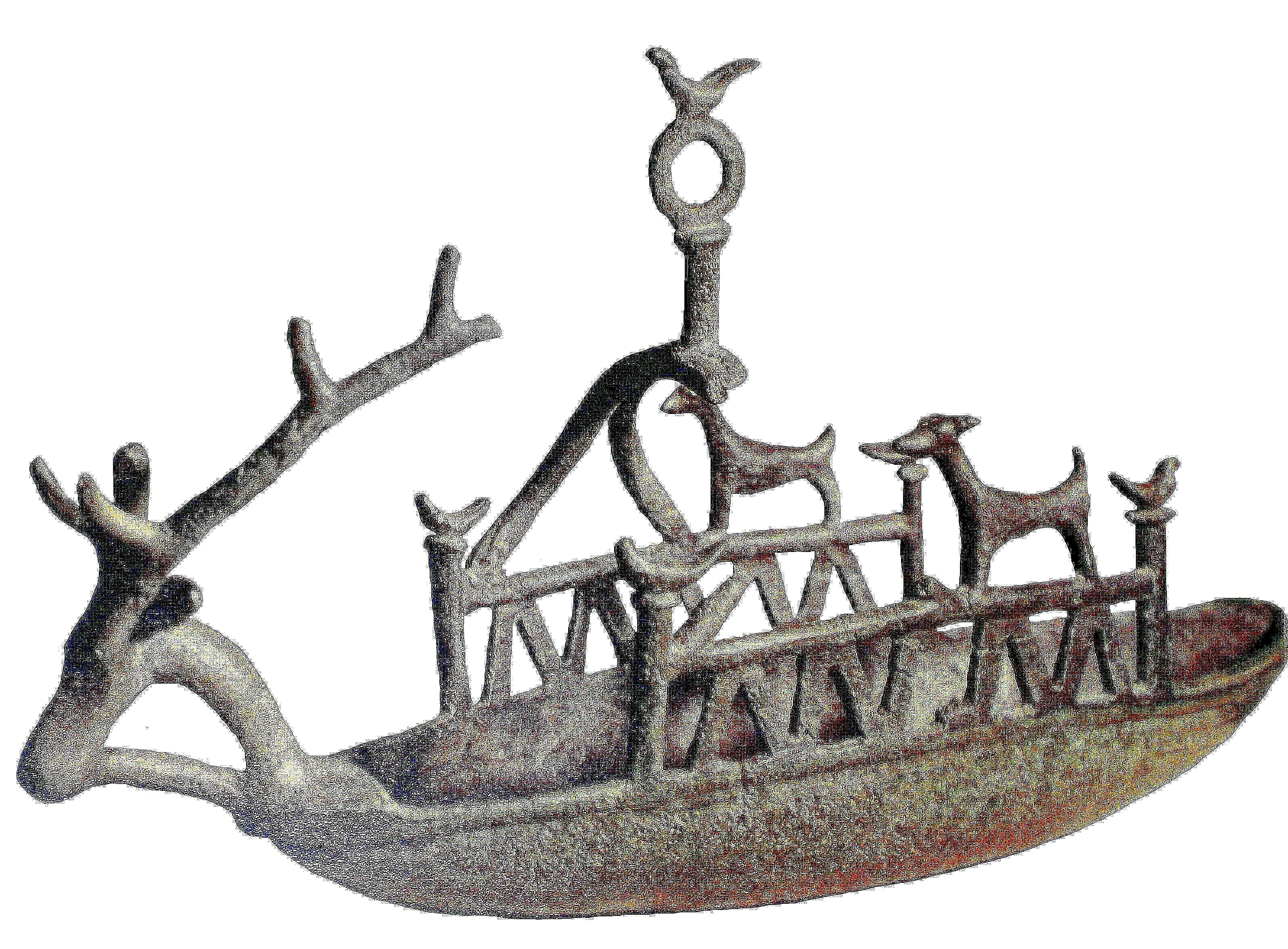
Escultura nurágica em bronze (século IX a)

### Estatuetas sardas
Contemporâneas do final do período nurágico, entre 900 e 535 a.C., Idade do Ferro, os pequenos bronzes representavam geralmente guerreiros em armas e animais, mas também pessoas em pose de oração. Da mesma época existem também esculturas de pedra, tanto de pequeno como de grande porte.

### Pintura mural
A Sardenha é pródiga em pinturas murais,chamadas localmente de murales, que se contam aos milhares, tanto em paredes como em rochas. Frequentemente elas eram usadas para veícular mensagens políticas de cariz atual ou histórica, ou anúncios e apelos de iniciativas e coletividades locais. Entre as mais notáveis destacam-se os frescos do professor Francesco del Casino em Orgosolo, muitas delas evocativas da estética de artistas conhecidas, como Picasso, Miró e de Chirico , ou ao estilo de banda desenhada. Os murales teriam surgido no final dos anos 1960 em San Sperate, inspirados por uma ideia proveniente do México.

### Música e dança
A técnica usada pelos cantores sardos é quase única no mundo e aproxima-se do canto difónico praticado principalmente na Mongólia,.
Entre as formas musicais sardas, destaca-se o canto a tenore, um canto polifónico a quatro vozes masculinas acompanhado por um instrumento tradicional, o qual foi classificado como Património Oral e Imaterial da Humanidade.
Os coros são normalmente compostos de cinco vozes e são usados, entre outros, nos gosos, cantos religiosos.
Há diversos tipos de danças tradicionais, comumente designadas por "ballu sardu" (em italiano:  ballo sardo), nomeadamente a mais conhecida, o "ballu tundu", o "a passu" e o "ballu seriu".

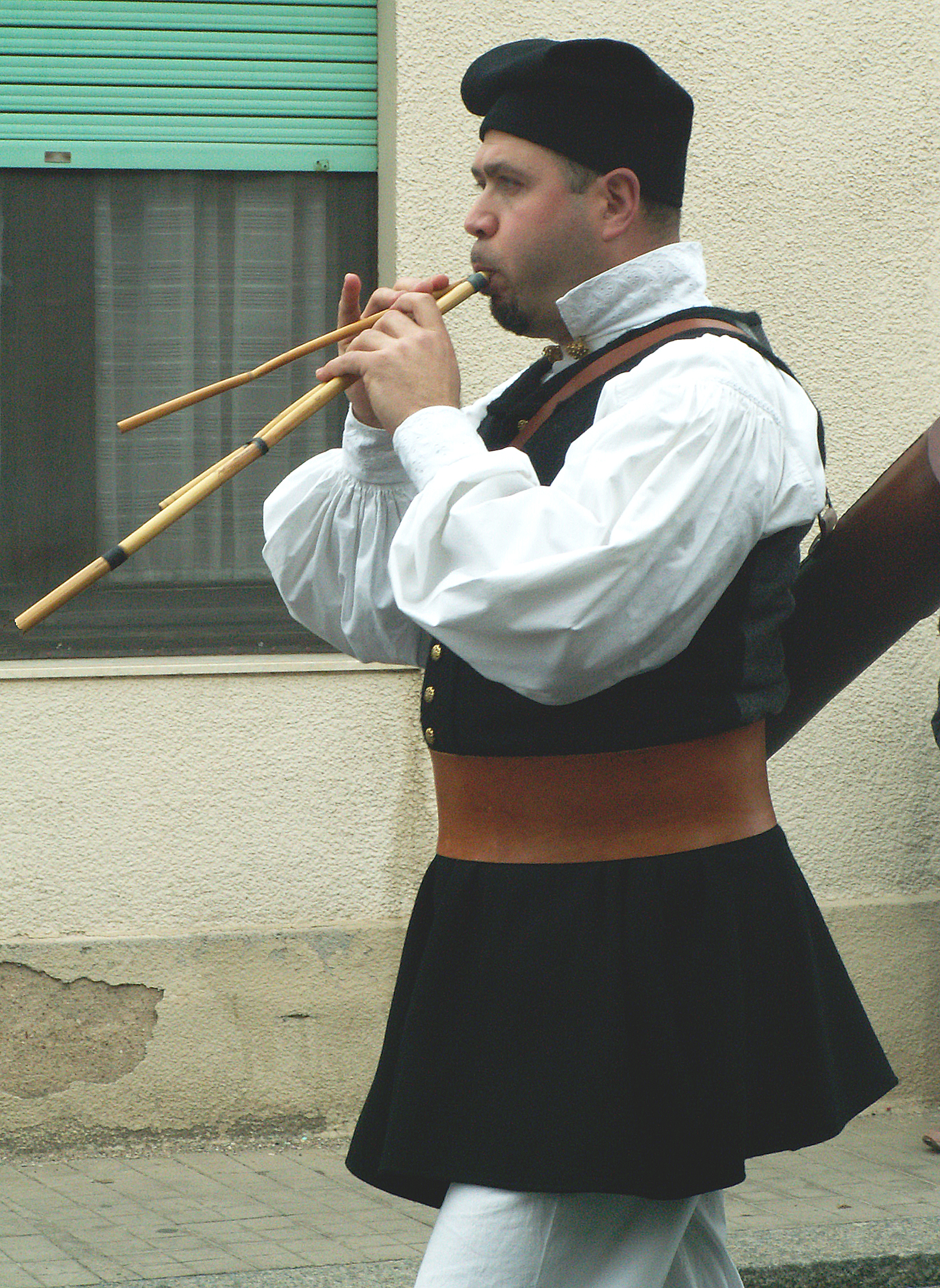
Tocador de Launeddas

O reportório sardo conta com vários hinos, a maior parte deles praticamente desconhecidos. Pode dizer-se que o único realmenet famoso é o Procurad'e moderare, composto por Francesco Ignazio Mannu em 1795, dedicado à insurreição sarda de 1794.
O hino oficial do Reino da Sardenha, o "Innu Sardu", foi composto em 1843 por Giovanni Gonella. Há ainda o hino "Dimonios", da Brigada Mecanizada Sassari, composta em 1994 pelo então capitão Luciano Sechi. Outro hino popular é o "Naneddù Meù", escrito pelo poeta do final do século XIX Peppino Mereù.
Os instrumentos tradicionais sardos são muito usados no acompanhamento dos cantos e danças:
- Launeddas — o instrumento sardo por excelência, também chamado de clarinete triplo e flauta tripla, é um instrumento de sopro polifónico, composto de três partes, espécie de flautas, de tamanhos diferentes que se toca usando a técnica de respiração circular. É o instrumento mais antigo e original da Sardenha.
- Guitarra sarda — usada sobretudo nas regiões do norte (Logudoro e Gallura) para acompanhar os canto tradicional cantu a chiterra. A cantora Maria Carta usa-a nos seus concertos em Itália e nos estrangeiro.
- Organetto — uma concertina (pequeno acordeão) introduzido há não mais que dois séculos, é usado em cantos e danças.

### Trajes tradicionais

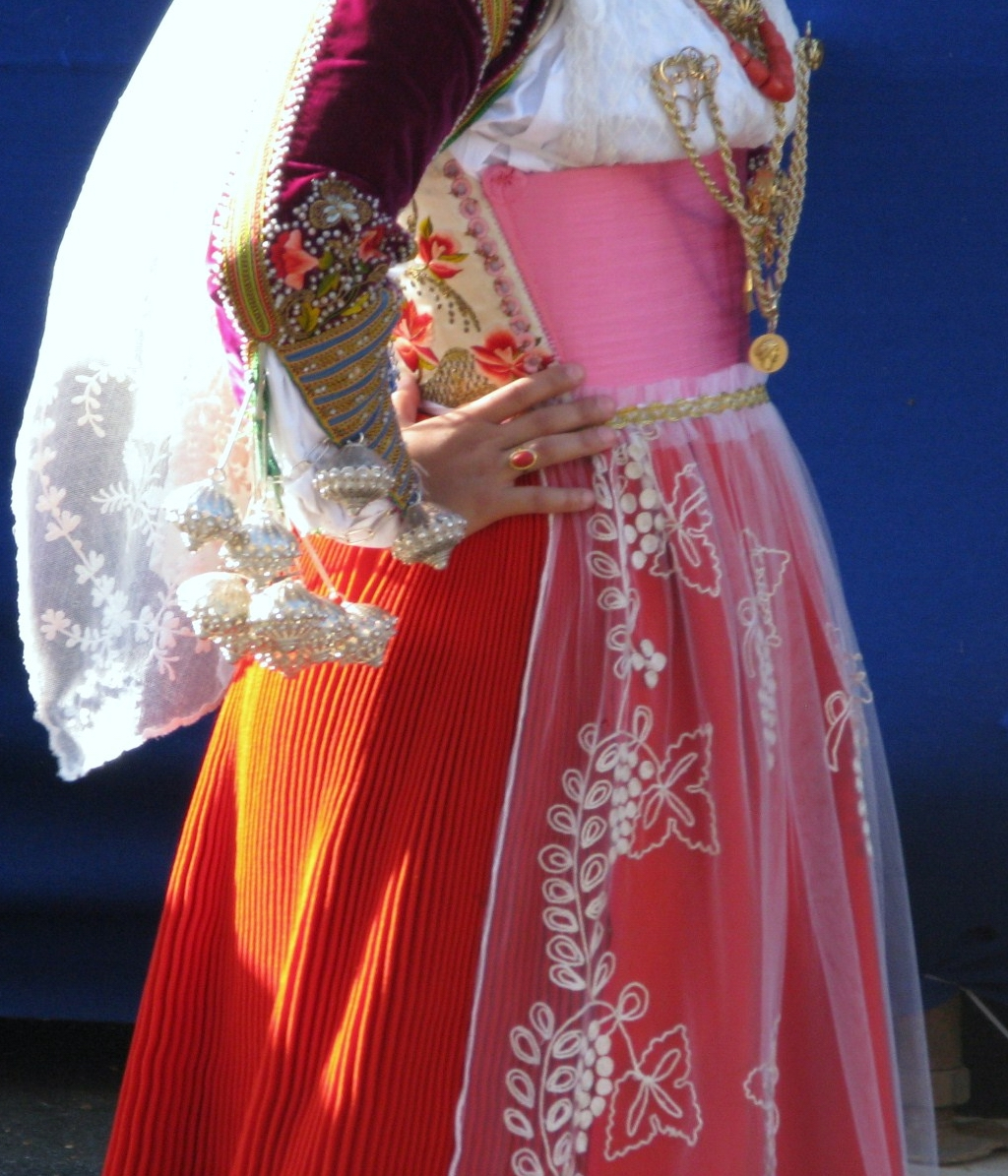
Traje tradicional feminino durante a Sagra del Redentore, em Nuoro

Os trajes tradicionais das mulheres são finamente bordados e muito coloridos (verde e/ou azul, e/ou amarelo, e/ou vermelho). Presentam grande diversidade, se bem que tenham partes comuns, como sejam o xaile, a blusa, a saia comprida e a camisa branca. Da indumentária tradicional fazem também parte as peças de joalheria sarda em ouro, prata ou coral, em greal finamente trabalhadas.
O traje tradicional dos homens é de origem pastoral. Dele faz parte normalmente camisa e calças brancas, colete  e casaco negros, por vezes com partes vermelhas, um chapéu de forma original e por vezes um sobretudo de couro ou lã.

### Contos
A arreigada tradição oral da Sardenha produziu numerosos contos e lendas. Na localidade de Boroneddu há um museu da fábula sarda (Il museo della fiaba sarda) consagrado aos personagens das fábulas tradicionais.
Alguns exemplos de contos:
- Come San' Antonio rubo il fuoco al diavolo (Como Santo António roubou o fogo ao diabo);
- Il vecchio e la rupe (O velho e o rochedo)
- Mariedda del piccolo popolo delle janas (Mariedda do pequeno povo das fadas)
- La vitellina dalle corna d'oro (A vitelinha com cornos de ouro)

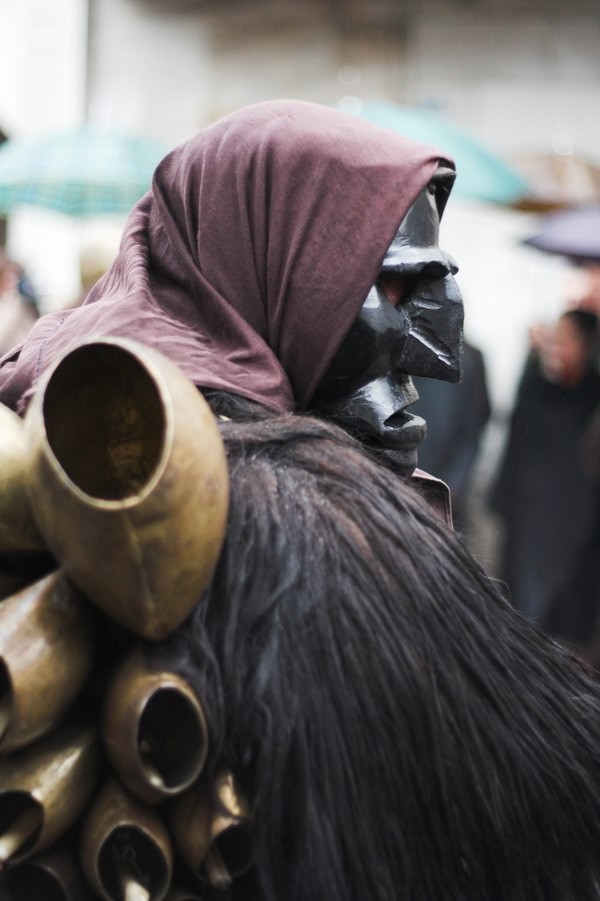
Mamuthones

### Festas
Celebram-se numerosas festas na Sardenha, como o Carnaval e as procissões, de forma peculiar e tradicional. Algumas das festividades mais relevantes são:
- A Sartiglia, Sartilla ou Sartilia — é uma corrida de cavalos  de origem espanhola e medieval que se realiza no domingo e na terça-feira de carnaval em Oristano.
- Die de sa Sardigna — o dia da Sardenha, comemora a insurreição de 28 de abril de 1794; foi consagrado feriado regional em 1993.
- Procissão de Santa Maria del Mare — procissão de barcos que tem lugar a 1 de agosto em Bosa.
- Candelieri — procissão realizada a 14 de agosto em Sassari e outras localidades.
- L'Assunta — procissão realizada em Orgosolo
- La Sagra di Sant'Efisio — festa de Santo Efísio, celebra-se a 1 de maio em Cálhari, juntando numerosos participantes em trajes tradicionais.
- La Sagra di San Salvatore — procissão realizada em setembro em Cabras.
- La S'ardia — corrida de cavalos nas ruas da aldeia de Sedilo.
- Festa dos Mamuthones — celebra-se em Mamoiada no carnaval; os mamuthones são mascarados que fazem lembrar os caretos do nordeste de Portugal.
- Festa dos Merdules — celebra-se em Ottana no carnaval; os merdules são mascarados que fazem lembrar os caretos do nordeste de Portugal.
- Sagra del Redentore — realiza-se no último domingo de agosto no monte sagrado de Ortobene, perto de Nùoro.

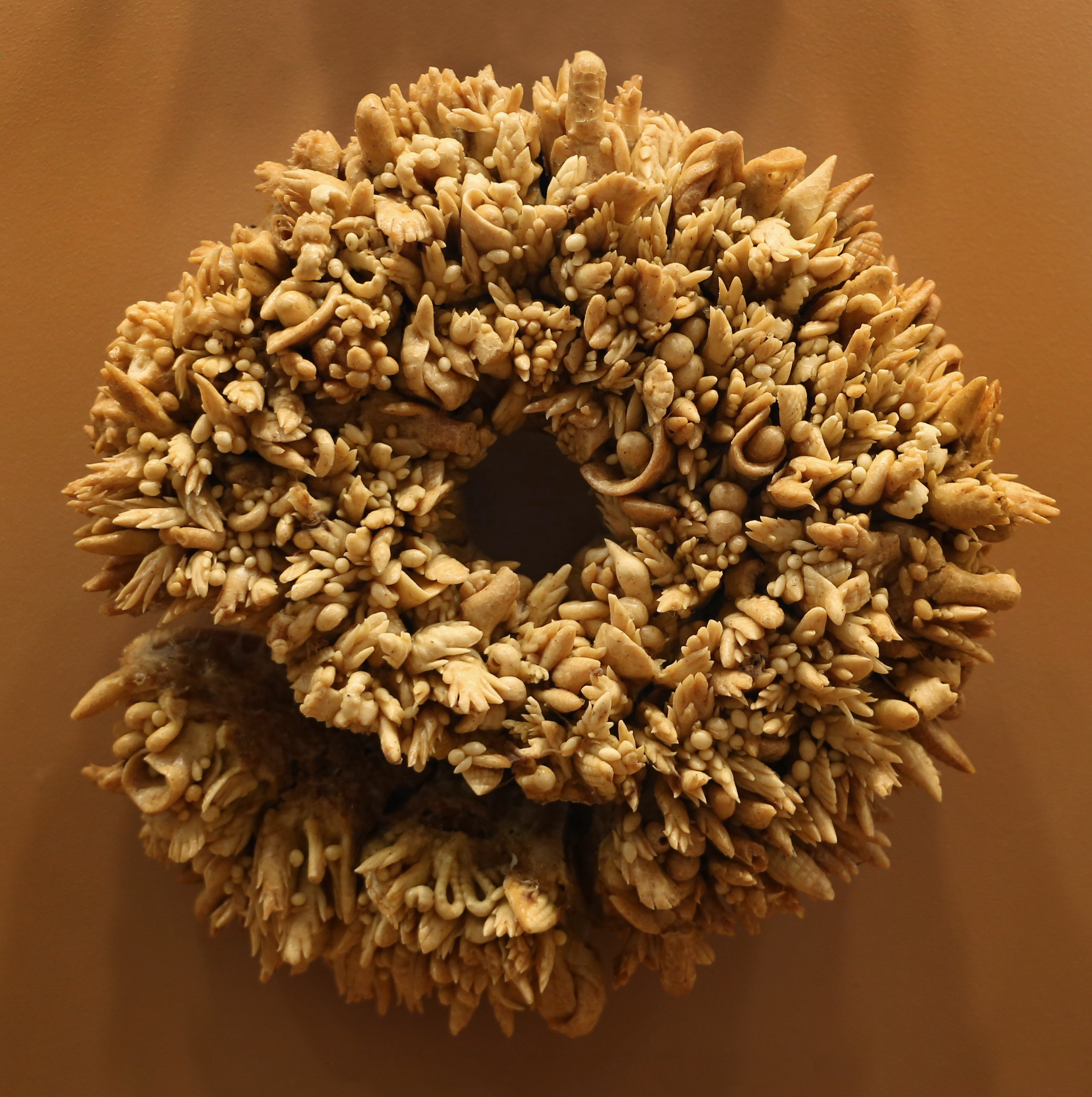
Pães votivos da Páscoa

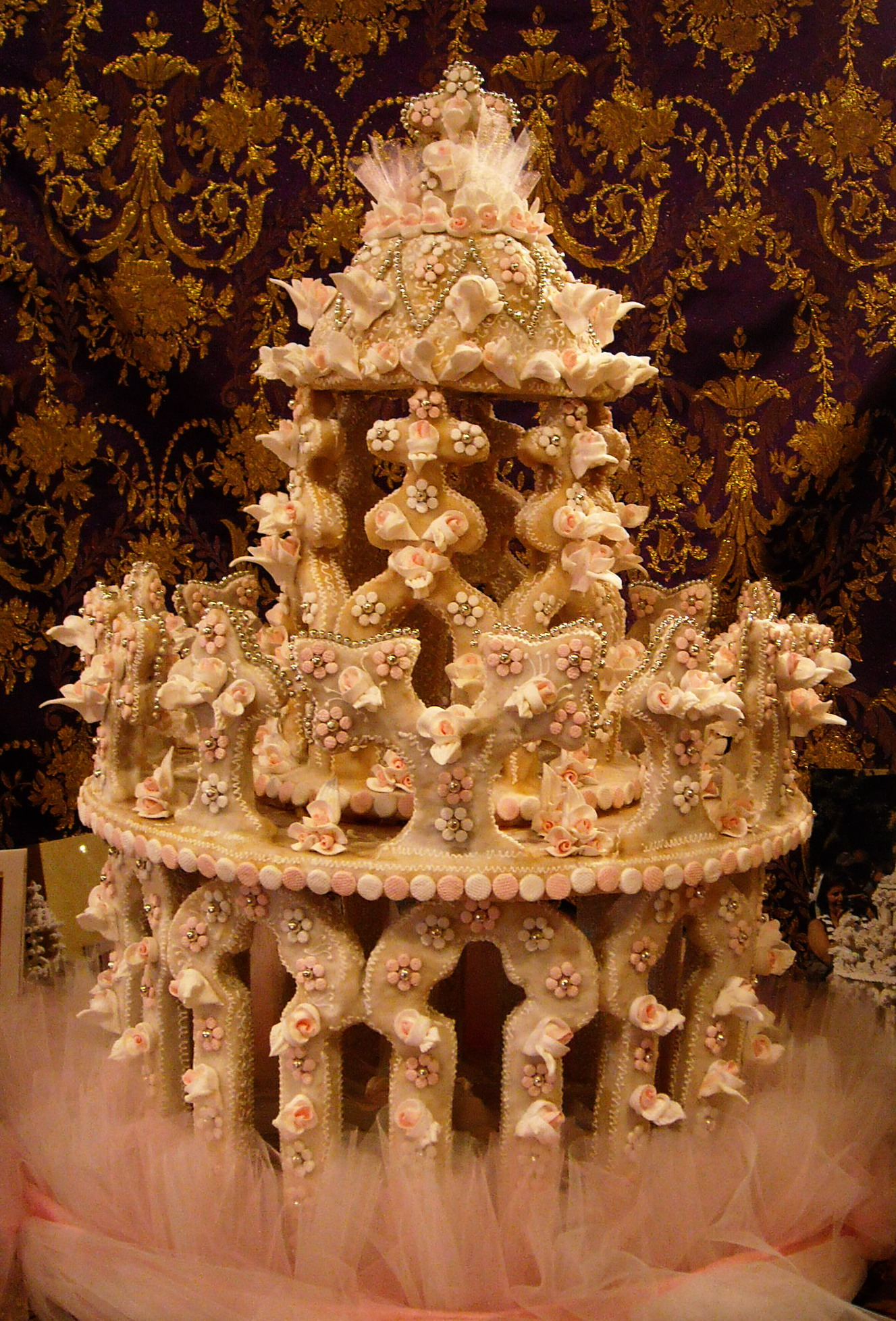
Bolo de noivos tradicional

### Gastronomia
A cozinha da Sardenha evoluiu de forma peculiar e ainda conserva muitas das suas características antigas. Alguns pratos típicos são:
- Culingiones — Uma versão local de ravioli sem carne. O recheio é uma mistura harmoniosa de acelgas, queijo de ovelha Pecorino sardo, noz-moscada e açafrão. Por vezes acompanha-se com molho de tomate e carne picada.
- Culurzones — Outra espécie de ravioli recheados com uma mistura de batata, cebola, sêmola e noz-moscada.
- Malloreddus (ou gnocchetti sardi) — Variante sarda dos gnocchi ou nhoquess, uma massa de farinha de sêmola, em forma de pequenas conchas de cerca de 2 cm. Em sardo campidanês, falado na Sardenha meridional e centro-meridional, malloreddu é um diminutivo de malloru (touro), pelo que malloreddu significa vitelinhos, porque a sua forma fazia lembrar aqueles animais às populações agro-pastoris.[3]
- Pillus — outra espécie de massa.
- Porceddu (ou maialetto ou porchetto) — Leitão (porco muito jovem, até 5 kg de peso) assado no forno em em covas feitas cheias de brasas e cobertas com terra. Supostamente é uma tradição dos pastores menos honestos que cozinhavam desta forma os leitões que roubavam a outros pastores. Qundo os porquinhos são maiores, são partidos em dois e grelhados no espeto sobre um fogo de murta. É temperado sal, pimenta, louro, muito alho e murta, podendo também ser demolhado em filu'e ferru, uma aguardente local.
- Pane carasau (ou carasatu, carasadu, anche pane 'e fresa ou carta música) — Tipo de pão em forma de disco de massa crocante (o ruído produzido ao mastigá-lo está na origem do nome carta música). É feito à base de farinha de sêmola, trigo ou cevada e levedura (geralmente de cerveja). Acredita-se que a sua origem vem dos tempos nurágicos (1 600 a.C.). A sua longa duração — geralmente pode ser consumido uma no depois de ser preparado — tornava-o muito adequado como alimento para pastores.[4][5]
- Pistoccu —´Espécie de pane carasau, mas mais grosseiro e espesso.
- O prato principal das festas é o churrasco de carne, geralmente temperado com murta. Além do leitão (porceddu), também se fazem churrascos com borrego, cabrito e javali.

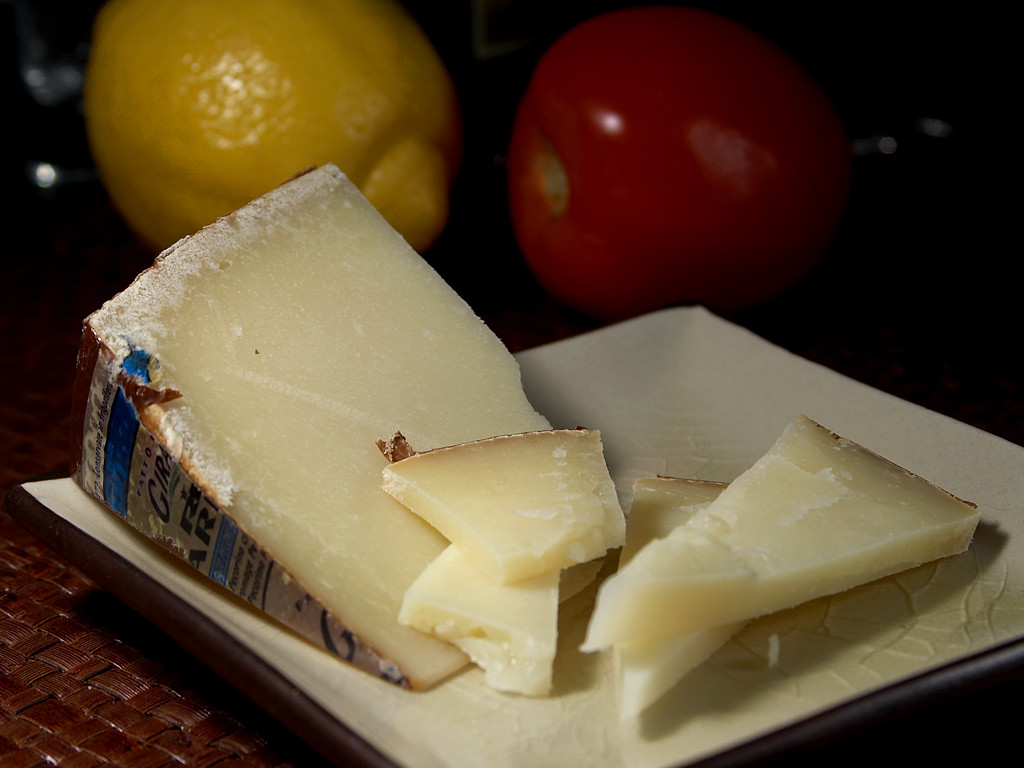
Queijo pecorino sardo

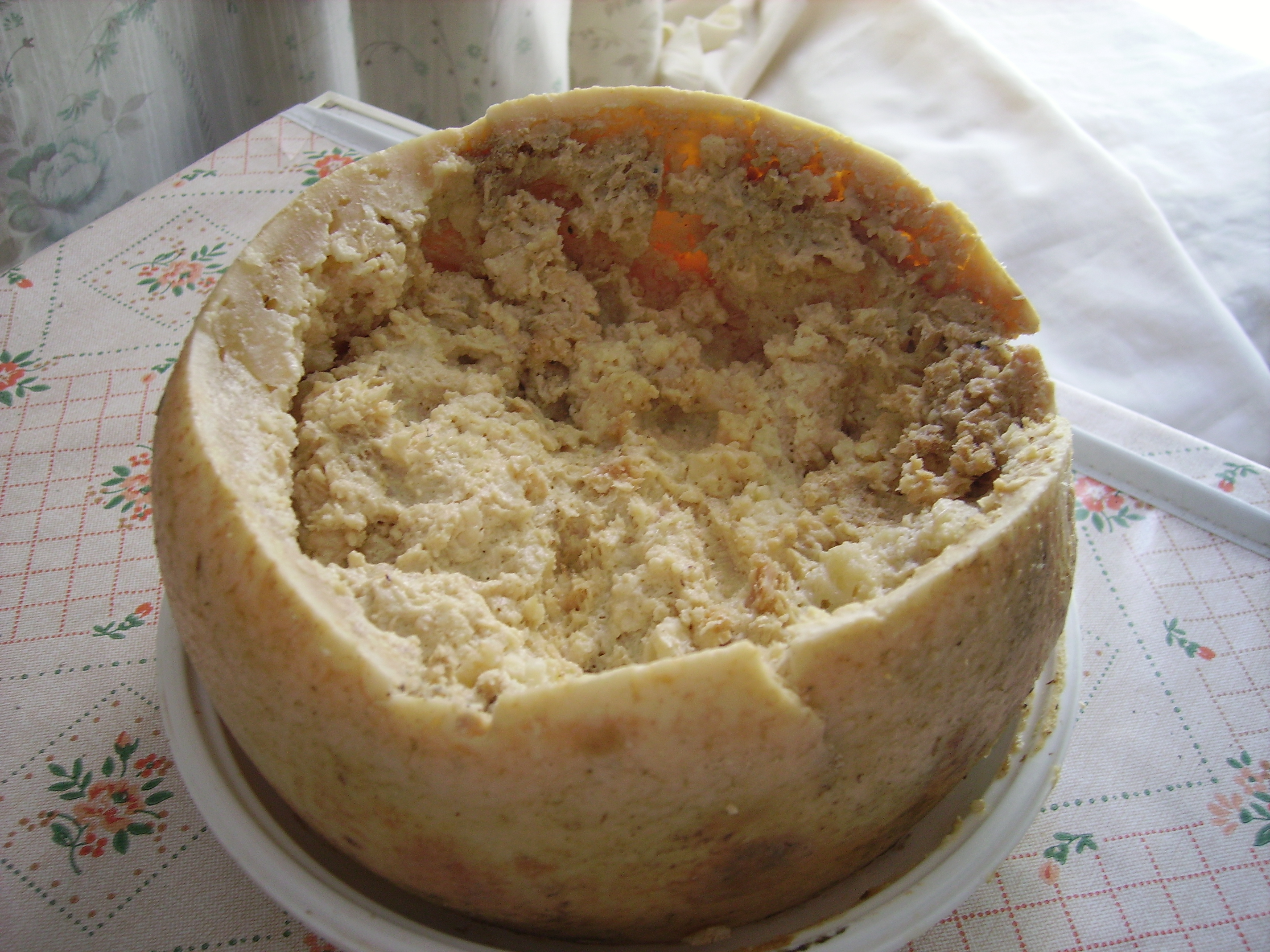
Queijo cazu marzu

### Queijos
O queijo mais conhecido da ilha é o pecorino sardo, célebre no mundo inteiro e classificado como "Denominação de Origem Controlada". É feito de leite de ovelha (pecora significa ovelha em italiano) de raça autóctone que se alimentam principalmente nas pastagens naturais da ilha. É comercializado em duas versões, a de meia-cura, jovem, mais adocicada e mole, e o maduro, com uma maturação mínima de dois meses, mais duro e de gosto mais forte e picante. A sua forma é circular de faces planas. É habitualmente consumido com pão (pane carasau ou pistoccu). A criação de ovelhas na ilha é uma atividade que remonta aos tempos nurágicos (1 600 a.C.), que foi explorada de forma intensiva pelos cartagineses a partir do século VI a.C.
São produzidas outras variedades de queijo, como o flor sarda, o canestrati, os caprini (estes últimos de cabra) e ainda o peculiar casu marzu, também chamado de casu modde, casu cundhídu ou, em italiano, formaggio marcio. O casu marzu é derivado do pecorino sardo e caracteriza-se pela presença de larvas vivas de mosca-do-queijo, as quais também contribuem para a fermentação. Tem um sabor picante muito intenso e foi descrito por Yaroslav Trofimov em 2000 no The Wall Street Journal como «uma cola viscosa e fétida  que queima a língua e pode afetar outras partes do corpo humano». Devido aos diversos problemas que este queijo pode trazer à saúde dos consumidores, a comercialização deste queijo está proibida em Itália. Segundo a tradição sarda só é tóxico se as larvas estiverem mortas, mas o certo é que casu marzu significa "queijo podre" num dos dialetos locais.

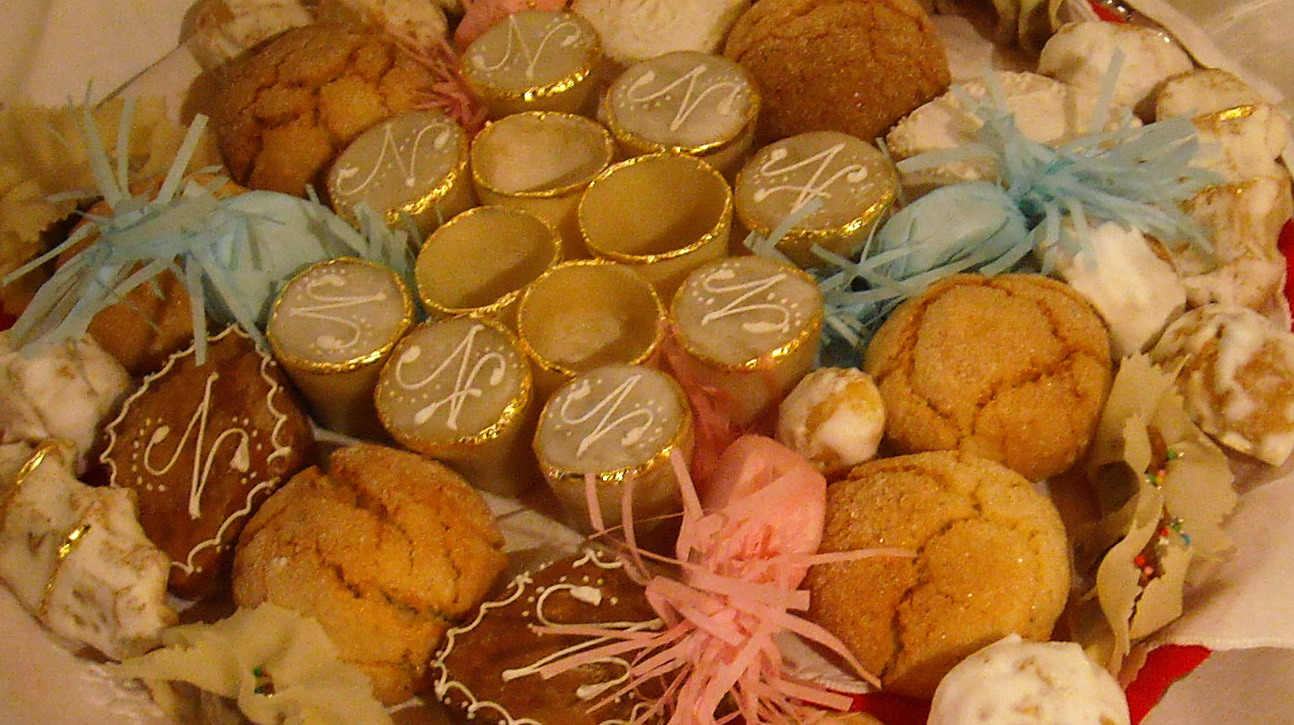
Doçaria típica da Sardenha

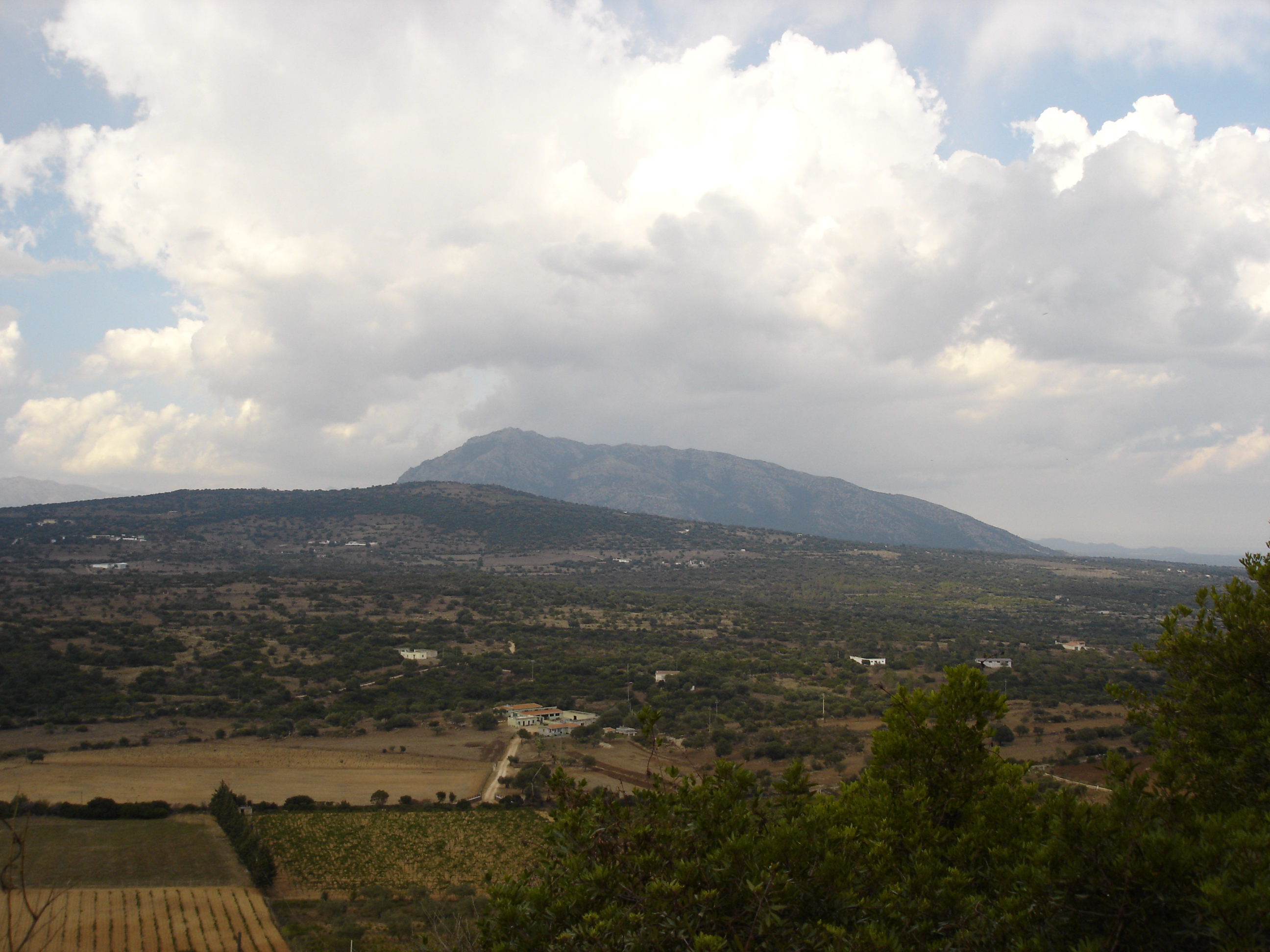
Zona de vinha perto de Nùoro

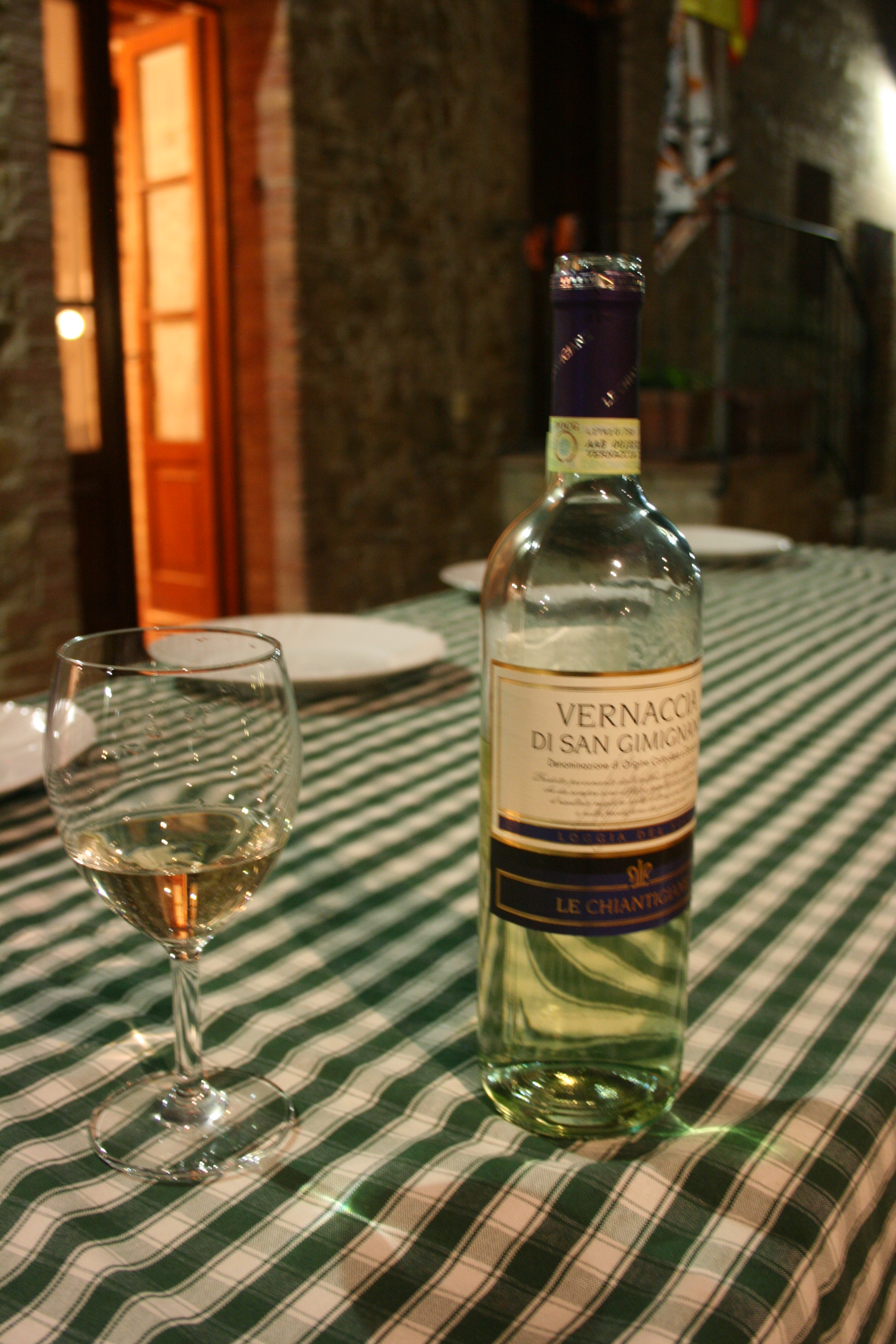
Vinho vernaccia

### Doçaria
A doçaria da ilha é sobretudo baseada em amêndoa (os amarettus ou amaretti, os gattò, etc.), em mel e diversas especiarias. Há ainda as pardule (pequenos bolos à base de ricotta [requeijão), chiacchiere (massa frita), aranzata (bolos de laranja), sebadas (massa frita com queijo e limão) e os cardinali (pequenos bolos moles), entre outros.

### Bebidas
Os vinhos sardos são menos conhecidos que os de outras regiões de Itália, mas a sua fama tem vindo a crescer. As aguardentes de uva e de murta e o vernaccia, um vinho branco doce com elevado teor alcoólico são muito correntes.
| Exemplos de vinhos sardos  | Exemplos de vinhos sardos | Exemplos de vinhos sardos  |
| Nome                       | branco/tinto              | Casta                      |
| -------------------------- | ------------------------- | -------------------------- |
| Carignano                  | tinto                     | Carignan                   |
| Cannonau di Sardegna Jerzu | tinto                     | Grenache ou Garnacha tinta |
| Girò di Cagliari           |                           | Girò                       |
| Monica di Sardegna         |                           | Monica                     |
| Malvasia di Sardegna       | branco                    | Malvasia                   |
| Nasco di Cagliari          | branco                    | Nasco                      |
| Nuragus di Cagliari        | branco                    | Nuragus                    |
| Vernaccia di Oristano      | branco                    | Vernaccia di Oristano      |

Exemplos de outras bebidas alcoólicas da Sardenha:
- Mirto — Licor à base de murta, que pode ser branco ou tinto.
- Villacidro — Licor à base de anis e de açafrão; o nome provém de da localidade de Villacidro, no sul da ilha.
- Filuferru — Aguardente bagaceira, produzida por destilação de bagaço de uva; o nome significa fio de ferro.
- Amaro Sardo — Licor amargo produzido com ervas aromáticas
- Limoncello — Licor à base de sumo de limão, típico do Sul de Itália, mas produzido igualmente na Sardenha.
- Ichnusa — Marca de cerveja tipo lager aromatizada com lúpulo, que lhe confere um sabor liegiramente amargo; é produzida desde 1912; desde 1986 que é propriedade da multinacional holandesa Heineken.

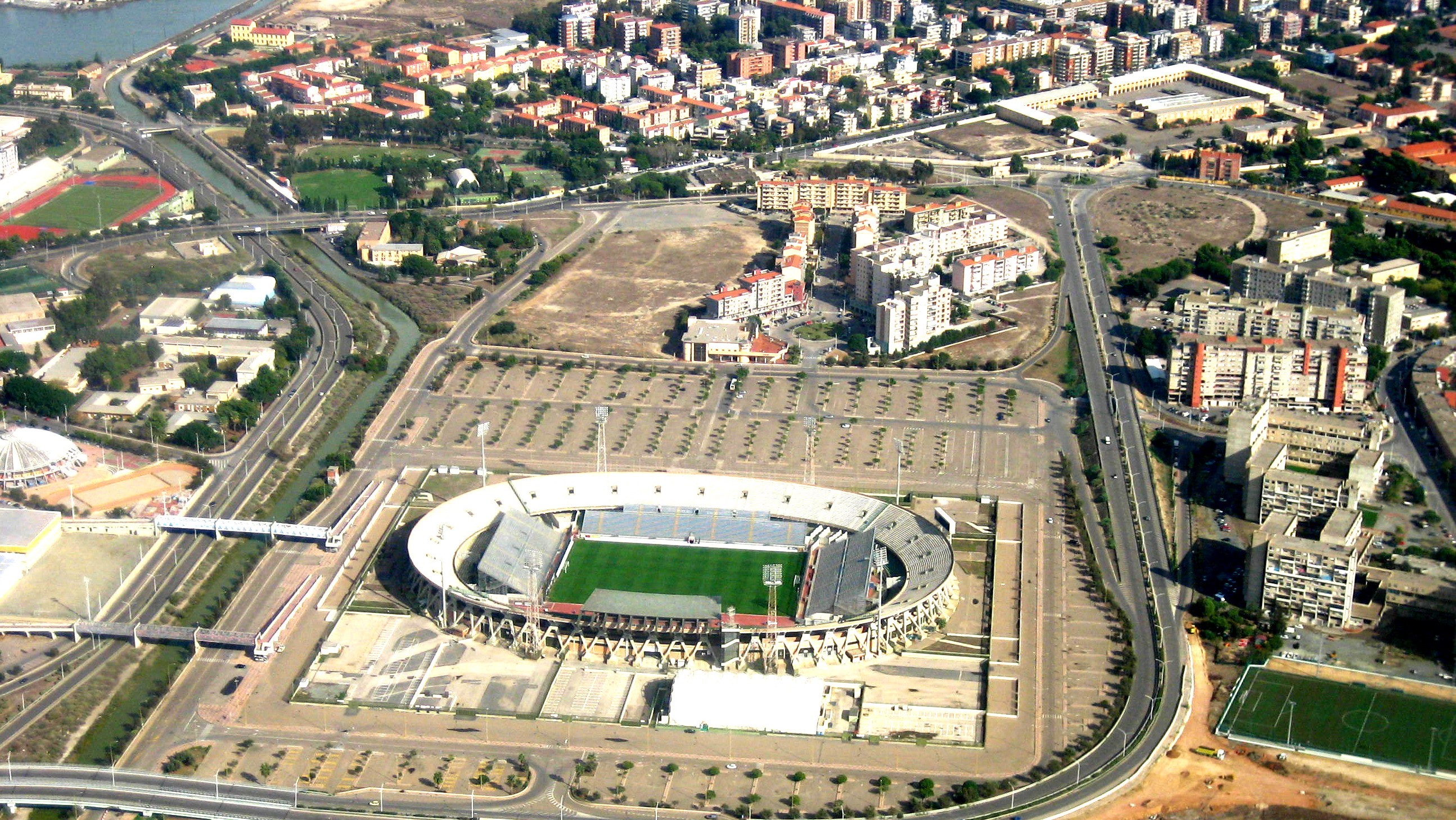
O estádio de Sant' Elia em Cálhari

### Desporto
Cálhari é a sede do Cagliari Calcio, um clube de futebol fundado em 1920 que joga na séria A do campeonato italiano de futebol. Ganhou esse campeonato na época de 1969/70, tornando-se o primeiro clube do sul de Itália a conseguir tal resultado. Os jogos caseiros são disputados no estádio Sant'Elia, baptizado com o nome da área onde se encontra; tem capacidade para 23 486 espectadores, foi construído em 1970 e renovado para o campeonato do mundo de 1990.
A Sardenha tem uma forte tradição de dardos, uma modalidade que muitos acreditam ter tido origem na região de Sassari no fim do século XV. Nesses tempos os dardos eram talhados em madeira de faia, usando-se penas de do caimão-comum (Porphyrio porphyrio) nativo, conhecido localmente como pollo sultano, uma ave famosa pela sua plumagem violeta azulada.

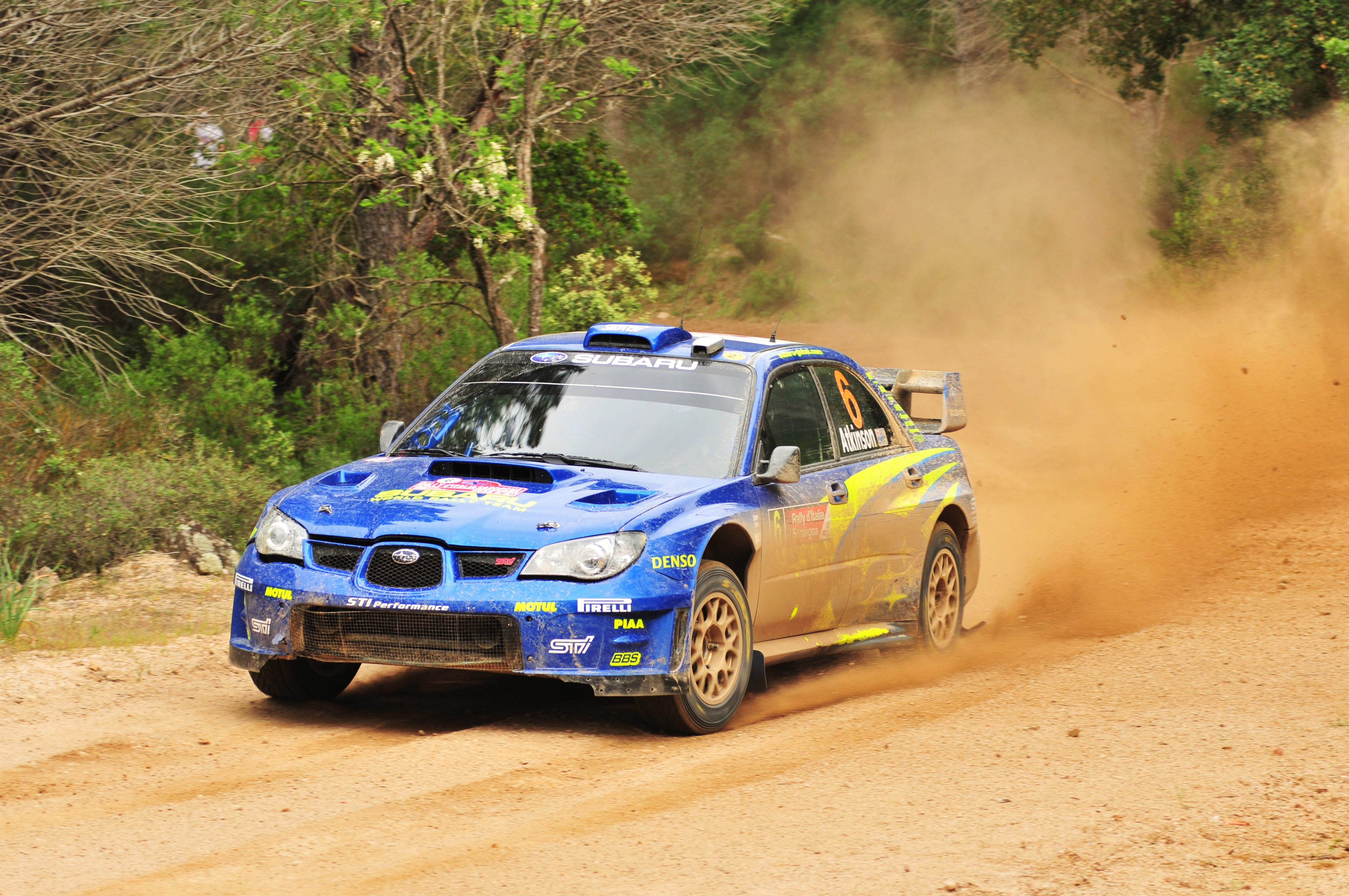
O piloto Chris Atkinson no Rali da Sardenha de 2008

Windsurf em Porto Pollo

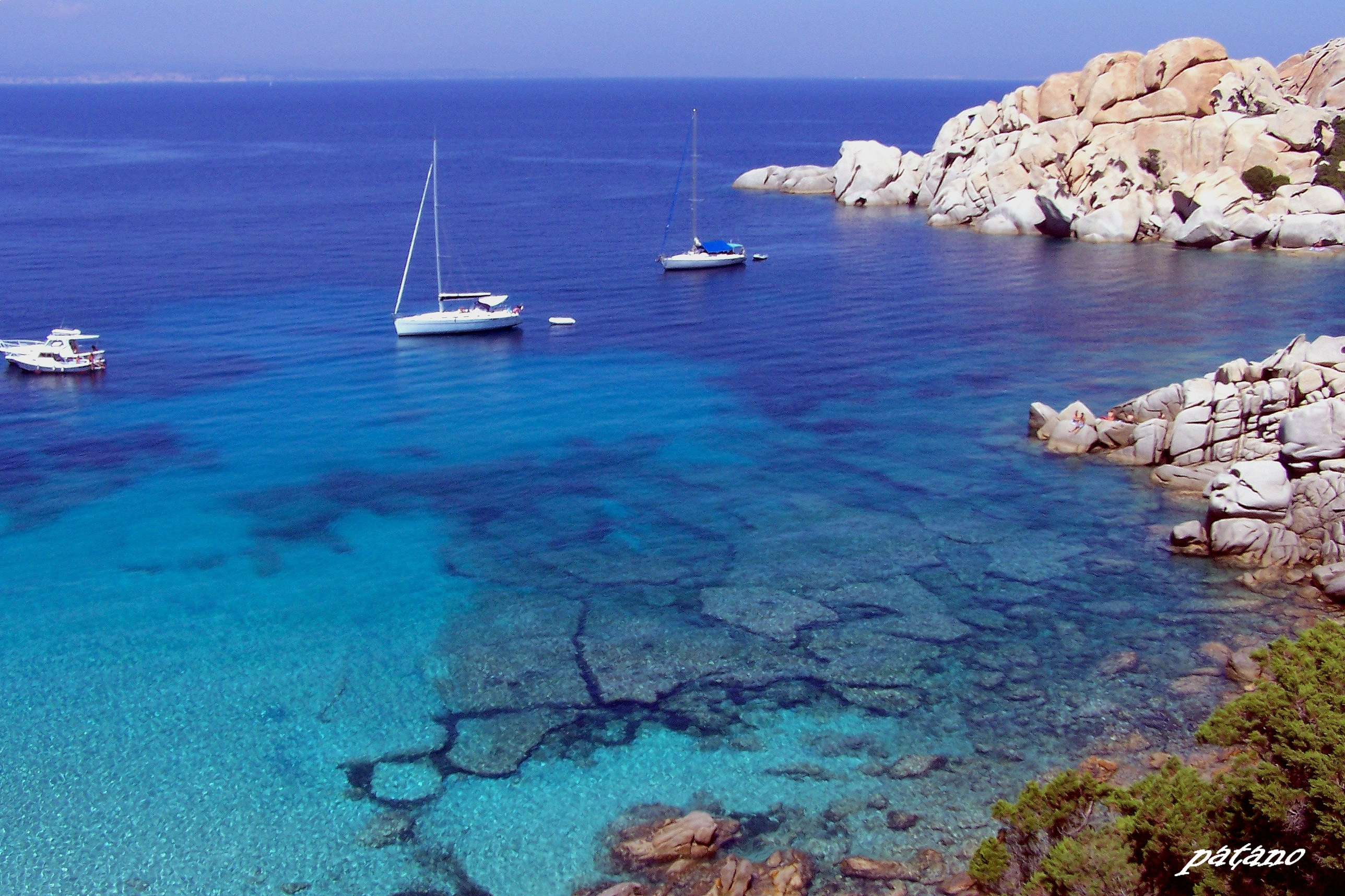
O estreito de Bonifacio em Capo Testa, Santa Teresa Gallura

Na província de Sassari situa-se o Autódromo de Mores, o único circuito da Federação Internacional do Automóvel (FIA) na Sardenha homologado pela Commissione Sportiva Automobilistica Italiana (a federação de desporto automóvel italiana) para automóveis e pelo IMF (federação de motociclismo) para motos.
Cálhari acolheu uma prova de Fórmula 3000 em 2002 e 2003, num circuito de 2,414 km à volta do estádio de Sant'Elia.
Desde 2004 que Ólbia acolhe o Rali da Sardenha, uma prova do Campeonato Mundial de Rali da FIA. O rali realiza-se em estradas estreitas, sinuosas e esburacadas em zonas arenosas e de montanha em volta da glamorosa localidade de Porto Cervo.
Cálhari é palco de várias regatas regulares internacionais, como os campeonatos de RC44 (Russell Coutts 44), Farr 40 e Audi MedCup, tendo todos eles com a participação de concorrentes da America's Cup, como a BMW Oracle Racing, Mascalzone Latino e Team New Zealand. A Louis Vuitton Cup de 2010 terá lugar na Sardenha, no arquipélago de Maddalena.
A baía de Porto Pollo, a norte de Palau, é muito popular entre os praticantes de windsurf e kitesurf. Devido ao efeito Venturi que se verifica entre a Sardenha e a Córsega, os ventos de ocidente aceleram entre as duas ilhas, criando os ventos que tornam Porto Pollo tão popular entre os entusiastas de windsurf. A baía está dividida por uma estreita língua de areia que separa as áreas para praticantes de windsurf avançados e para os principiantes e intermédios, existindo ainda uma área para kitesurf. Muitos surfistas de freestyle vão à Sardenha para treinar e em 2007 realizou-se a final do concurso freestyle pro kids Europe. Em 2005, realizou-se na praia de Vignola, na comuna de Trinità d'Agultu e Vignola, o campeonato mundial de kitesurf.
O Sa Istrumpa, também conhecido como wrestling sardo é um desporto tradicional da Sardenha, reconhecido oficialmente pela Comité Olímpico Nacional de Itália (Comitato Olimpico Nazionale Italiano) e pela Federação Internacional de Wrestling Celta (International Federation of Celtic Wrestling).

### Universidades
Existem duas universidades na Sardenha, uma em Cálhari e outra em Sassari. A Universidade de Cálhari foi fundada em 1607 e em 2009 tinha aproximadamente 35 000 alunos.  A Universidade de Sassari foi fundada em 1562, é especialmente conhecida pelos seus curso de Direito e  em 2006 tinha  15 441 alunos e cerca de 650 docentes.